# 두문수의 난
두문수 반란(	杜文秀起義)은 무슬림 후이족 및 기타 (무슬림 및 비무슬림) 소수민족이 남서부 윈난성에서 만주족이 이끄는 청나라에 대항하여 일으킨 반란으로, 후이족이 주도한 다민족 불안의 일부였다.
판사이라는 이름은 버마어 단어로, 샨어 Pang hse와 동일하다고 한다. 이는 버마인들이 중국 윈난성에서 캐러밴과 함께 버마로 온 중국 무슬림들을 부르는 이름이었다. 이 이름은 윈난 자체에서는 사용되거나 알려지지 않았다. 이 반란은 스스로를 핑난 왕국(平南王国)이라고 불렀는데, 이는 '남쪽을 평화롭게 다스리는 왕국'을 의미한다.

## 배경
1856년, 쿤밍의 성도에서 반란을 진압하는 책임을 맡은 청나라 만주족 관리가 조직한 무슬림 학살이 성 전체에 걸쳐 다민족 반란을 촉발했다. 반무슬림 학살을 시작한 만주족 관리는 슈싱아(Shuxing'a)였는데, 그는 무슬림 폭도에게 벌거벗겨지고 거의 린치를 당할 뻔한 사건 이후 무슬림에 대한 깊은 증오를 품게 되었다. 그는 여러 무슬림 반군을 능지처참하도록 명령했다. 그러나 타리크 알리는 그의 저서에서 슈싱아를 거의 린치할 뻔했던 무슬림들은 후이족이 아니라 다른 민족에 속했다고 주장했다. 그럼에도 불구하고 만주족 관리는 이 사건의 책임을 모든 무슬림에게 돌렸다.
한편, 서부 윈난성의 다리시에서는 두문수(1823년~1872년)에 의해 독립 왕국이 세워졌는데, 그는 융창에서 이슬람교로 개종한 한족 가정에서 태어났다. 두문수는 무슬림이었음에도 한족 출신이었으며, 그의 민정 및 군사 관료에서 후이족 무슬림과 한족을 모두 이끌었다. 두문수는 청나라로 전향한 또 다른 무슬림 지도자 마루룽과 맞서 싸웠다. 성리학이 이슬람과 조화될 수 있다고 말한 무슬림 학자 마더신은 마루룽이 청나라로 전향하는 것을 승인하고 다른 무슬림들의 전향도 도왔다.
두문수는 그의 목표가 만주족을 몰아내고 한족과 단합하며 청나라를 지지하는 자들을 멸망시키는 것이라고 공개적으로 주장했다. 두문수는 후이족 학살에 대해 한족을 비난하지 않고, 만주족 정권이 학살의 원인이라고 비난하며 만주족은 중국에 이질적인 존재이며 중국인과 다른 소수민족을 소외시켰다고 말했다. 두는 만주족에 대한 반대 수사를 자주 사용했으며, 200년간의 통치 끝에 만주족 청나라를 전복하기 위해 한족과 후이족 모두가 힘을 합치도록 설득하려 했다. 두는 동료 후이족 무슬림 지도자 마루룽에게 만주족 청나라를 몰아내고 "중국을 회복"하는 데 동참할 것을 요청했다. 만주족의 "억압"에 맞선 그의 전쟁으로 두는 "무슬림 영웅"이 되었지만, 마루룽은 청나라로 전향했다. 여러 차례 쿤밍은 두문수의 군대에 의해 공격받고 약탈당했다. 그의 수도는 다리였다. 반란은 1873년에 끝났다. 두문수는 오늘날 중국 정부에 의해 영웅으로 여겨진다. 두문수는 중국이 다시 중국인의 통치하에 놓이기 위해 모든 만주족을 중국에서 완전히 추방해야 한다고 기록된 주장을 내놓았다. 이 봉기 동안 던원시우는 다음과 같은 슬로건을 발표했다.
| “ | 한족에게 평화를 가져오라, 청나라 조정은 타도하라. (중국어: 安漢反清) | ” |
|   | — 두문수                                                             |   |

알베르트 피치는 무슬림과 비무슬림인 샨족과 카친족 및 기타 산악 부족들이 합세했기 때문에 이 반란이 종교적 성격을 띠지 않았다고 보았다. 현대 역사가 징위안 첸도 이 견해를 공유했다. 피치는 영국 장교의 증언을 보고하며, 중국인들은 다른 종교에 관대했으므로 이슬람 의식에 간섭하여 반란을 일으켰을 가능성이 낮다고도 진술했다. 게다가 충성파 무슬림 군대는 청나라가 반군 무슬림을 진압하는 것을 도왔다. 대신, 중국 제국 행정부의 후이족에 대한 차별이 그들의 반란을 야기했다. 제임스 헤이스팅스는 『종교 및 윤리 백과사전』 8권에서 판타이 반란이 이슬람과 종교 때문이 아니라 인종적 적대감과 계급 투쟁 때문에 발생했다고 썼다.
그러나 일부 자료는 판타이 반란이 1853년에 한족과 후이족 광부들 사이의 갈등으로만 시작되었다고 주장한다. 이는 사건 이전에 한족과 후이족 간의 긴장이 수십 년 동안 존재했으며, 1845년에는 한족과 청나라 관리들에 의한 후이족 3일 학살도 포함되어 있었음에도 불구하고 그러하다. 후이족과 한족은 청나라에 의해 두 개의 다른 민족 집단으로 간주되고 분류되었으며, 후이족은 단순히 종교적 분류로만 여겨지지 않았다.

## 전쟁의 전개
반란은 사실상 성의 모든 지역에서 광범위한 지역 봉기로 시작되었다. 1856년에 다리를 장악함으로써(1872년 함락될 때까지 유지) 청나라 정부에 대한 주요 군사 및 정치적 저항의 중심이 된 것은 두문수의 지도 아래 서부 윈난의 반군이었다. 권력을 잡은 두문수는 청나라를 전복하는 것을 목표로 했던 태평천국의 난과 동맹을 맺겠다고 약속했다. 반군들은 다리를 점령하여 그들의 작전 기지로 삼고, 스스로를 중국과 별개의 정치적 실체로 선언했다. 반군들은 자신들의 국가를 핑난 왕국(Ping-nan Kuo; 중국어 간체자: 平南国, 정체자: 平南國, 직역: 평화로운 남부 국가)이라고 명명했다. 두문수의 술탄국에서는 부족의 이교도 토테미즘, 유교, 이슬람교가 모두 합법화되고 "중국식 관료제"로 "존경"받았다. 술탄국 군사 직위의 3분의 1은 한족이 차지했으며, 한족은 또한 민정 직위의 대다수를 차지했다. 두문수는 중국 의상을 입었고, 그의 정권은 아랍어 사용을 의무화했다. 두는 또한 돼지고기를 금지했다. 마루룽 또한 항복하여 청나라 군대에 합류한 후 자신의 통제 지역에서 돼지고기를 금지했다.
제국 정부는 태평천국의 난을 포함하여 광대한 제국의 여러 지역에서 발생하는 수많은 문제들로 인해 어려움을 겪었다. 중국은 또한 난징 조약과 같은 첫 번째 불평등 조약 시리즈로 인한 충격에서 여전히 벗어나지 못하고 있었다. 이러한 상황은 윈난 무슬림들의 세력 확장에 유리했다. 만주족 통치에 대한 총력전이 벌어졌다. 두문수는 다른 반군 무슬림 지휘관인 마루룽과는 달리 항복을 거부했다.

### 협상
반란 동안, 쓰촨성과 저장성처럼 반란에 참여하지 않은 성의 후이족은 반란군 후이족과 청나라 정부 사이의 협상가 역할을 했다. 두문수의 깃발 중 하나에는 "만주족 청나라의 통치권을 박탈하라"(革命滿清)는 문구가 적혀 있었고, 그는 한족들에게 만주족 정권을 전복하고 만주족을 중국에서 몰아내려는 후이족의 노력을 도울 것을 요청했다. 두의 군대는 한족, 리족, 바이족, 하니족을 포함한 다수의 비무슬림 군대를 이끌었다.

### “평화로운” 남부 왕국

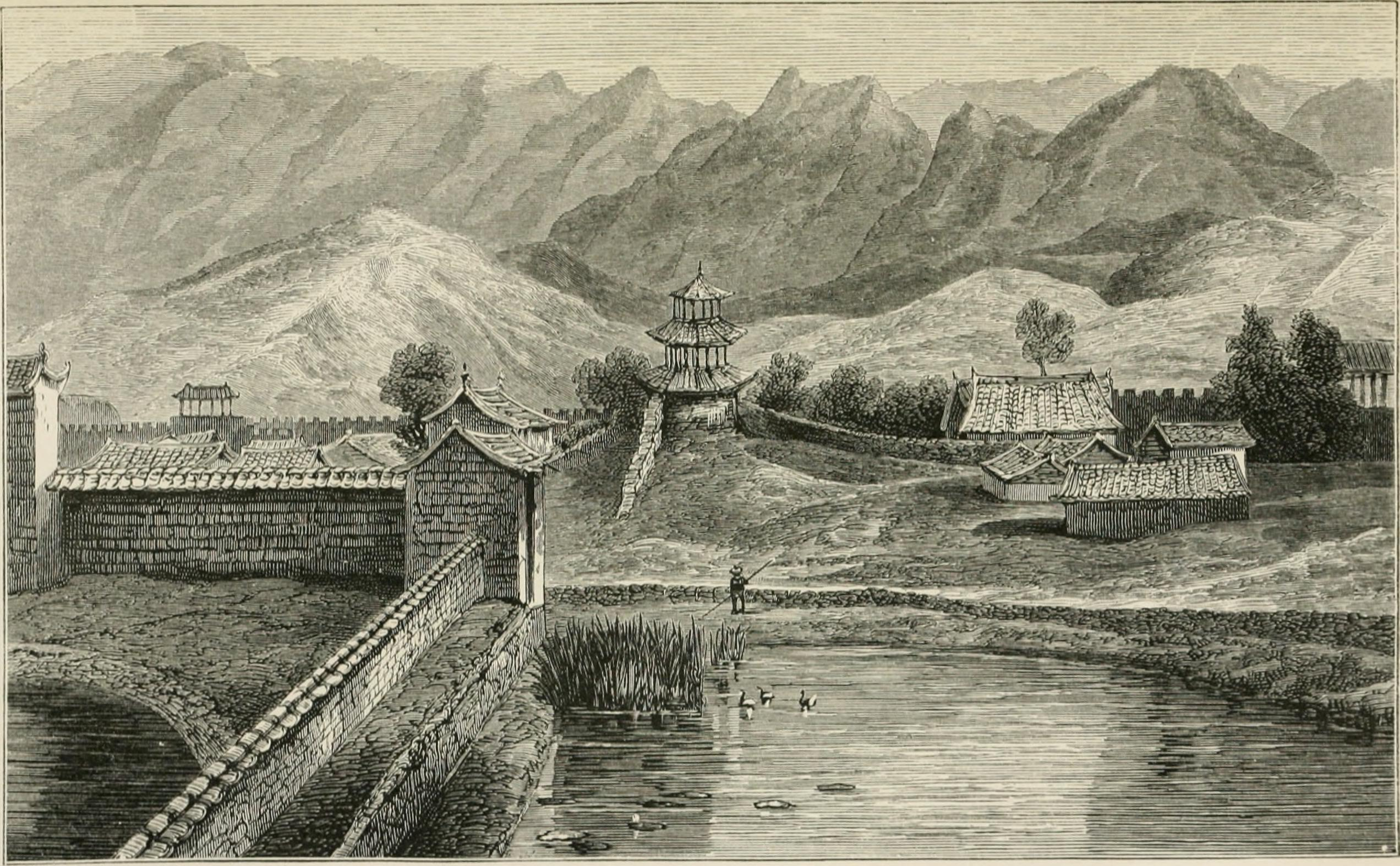
모미엔의 핑난 왕국 시절, 슬레이든 대령과 브라운의 기록

만주족은 은밀히 부유한 판타이족에게 폭도들을 몰아넣고, 반후이족 폭동을 유발하며, 그들의 모스크를 파괴하도록 부추겼다. 반군에는 비무슬림 샨족과 카친족 및 기타 산악 부족들이 합류했다. 두의 군대는 리족, 바이족, 하니족을 포함한 여러 비무슬림 군대를 이끌었다. 충성파 무슬림 군대는 청나라가 반란을 진압하는 데 도움을 주었다. 그들은 제국 관리들의 손에서 중요한 도시들을 차례로 빼앗았다. 저항하는 중국 마을과 촌락은 약탈당하고 남성 주민들은 학살당했다. 항복한 모든 곳은 목숨을 건졌다. 고대 성스러운 도시 다리는 1857년에 판타이족에게 함락되었다. 다리 함락으로 무슬림의 우위는 윈난에서 확고한 사실이 되었다. 이것은 반란군 사이에서 행해지는 이슬람 종파와 관련이 있을 수 있다. 마루룽 휘하의 게디무 하나피 수니파 무슬림은 기꺼이 청나라에 전향했지만, 자흐리야 수피 무슬림은 항복하지 않았다. 판타이 반란에서 마성린과 같은 일부 자흐리야 반군들은 둥간 혁명의 자흐리야 지도자 마화룽과 관련이 있었고 그들과 연락을 유지했다.
1860년부터 1868년까지 8년간이 술탄국의 전성기였다. 판타이족은 40개의 도시와 100개의 마을을 점령하거나 파괴했다. 이 기간 동안 술탄 술레이만은 순례자로 메카로 가는 도중 켄퉁을 거쳐 랑군을 방문했을 것으로 추정되며, 그곳에서 콜카타로 가서 영국령 인도를 볼 기회를 가졌다.

### 쇠퇴
1868년 이후 술탄국의 세력은 쇠퇴했다. 중국 제국 정부는 스스로를 재정비하는 데 성공했다. 1871년에는 윈난성의 완고한 후이 무슬림들을 전멸시키기 위한 캠페인을 지휘하고 있었다. 점차적으로 제국 정부는 술탄국 주변의 봉쇄를 강화했다. 제국 정부가 술탄국에 대한 정기적이고 단호한 공격을 감행하자 술탄국은 불안정하다는 것이 입증되었다. 제국 군대의 잘 조직된 공격으로 도시들이 차례로 함락되었다. 다리 자체도 제국군에 의해 포위되었다. 술탄 술레이만은 수도의 성벽에 갇히게 되었다. 절박하게 외부 도움을 찾던 그는 영국에 군사적 지원을 요청했다. 그는 오직 영국의 군사 개입만이 그의 술탄국을 구할 수 있다는 것을 깨달았다.
술탄은 영국에 기댈 이유가 있었다. 영국령 인도와 영국령 버마의 영국 당국은 1868년 5월부터 7월까지 슬레이든 소령이 이끄는 사절단을 현재 윈난성의 모미엔으로 파견했었다. 슬레이든 사절단은 모미엔에서 반군 관리들과 7주 동안 머물렀다. 사절단의 주요 목적은 바모와 윈난성 사이의 대사관 경로를 되살리고 1855년 이후 주로 윈난 무슬림 반란 때문에 거의 중단되었던 국경 무역을 재개하는 것이었다.
슬레이든의 방문으로 형성된 우호 관계를 이용하여 술탄 술레이만은 핑난 왕국 술탄국의 생존을 위해 대영 제국에 공식적인 인정과 군사 지원을 요청했다. 1872년 그는 양아들 하산을 버마를 거쳐 영국으로 보내 빅토리아 여왕에게 친서를 전달하며 판타이 제국을 독립 세력으로 공식 인정받으려 시도했다. 하산 사절단은 영국령 버마와 영국에서 모두 예의와 환대를 받았다. 그러나 영국은 정중하지만 단호하게 베이징에 대항하여 윈난에 군사적으로 개입하는 것을 거부했다. 어쨌든 사절단은 너무 늦게 도착했다—하산과 그의 일행이 해외에 있는 동안, 1873년 1월에 다리는 제국군에게 함락되었다.
제국 정부는 프랑스 포병 전문가들의 도움을 받아 술탄국에 대한 총력전을 벌였다. 동맹 없이 장비도 제대로 갖추지 못한 반군들은 현대적인 장비, 훈련된 인원, 수적 우위를 가진 적을 당해낼 수 없었다. 그리하여 흥기한 지 20년도 채 되지 않아 윈난의 판타이 세력은 몰락했다. 술탄 술레이만은 그의 무자비한 적에게서 탈출할 수 없고 자비도 없다는 것을 알고 다리 함락 전에 자살을 시도했다. 그러나 그가 마신 아편이 완전히 효과를 발휘하기 전에 그는 적들에게 참수되었다. 만주족 군대는 그 후 반군 학살을 시작하여 수천 명의 민간인을 죽였고, 잘린 귀와 함께 희생자들의 머리를 보냈다. 그의 시신은 다리 외곽의 샤두이에 묻혔다. 술탄의 머리는 꿀에 절여 트로피로, 그리고 윈난 무슬림에 대한 제국 만주 청나라의 결정적인 승리를 증명하는 증거로 베이징 황실로 보내졌다.
무슬림 장군 중 한 명인 마루룽(Ma Julung)은 청나라 측으로 전향했다. 그는 이후 청나라 군대가 동료 무슬림 반군을 진압하는 것을 도왔다. 그는 유럽인들에게 마르샬 마(Marshal Ma)로 불렸으며 윈난성 전체를 거의 장악하게 되었다.
1860년대, 마루룽이 윈난 중서부에서 반군을 진압하고 지역을 청나라 통치 아래 두기 위해 싸울 때, 마샤오우의 숙부 마성린은 마루룽의 군대에 맞서 대둥거우를 방어했다. 마성린은 윈난의 자흐리야 멘환의 종교 지도자이자 군사 지도자였다. 그는 1871년 전투 중 박격포에 맞아 사망했다.
핑난 왕국 군대의 흩어진 잔당들은 다리 함락 이후에도 저항을 계속했지만, 1873년 5월 모미엔이 제국군에게 포위되어 함락되자 그들의 저항은 완전히 무너졌다. 타사콘 주지사는 체포되어 제국 정부의 명령에 따라 처형되었다.

## 여파

### 잔혹 행위
대부분 잊혀졌지만, 이 피비린내 나는 반란으로 인해 윈난성에서 최대 백만 명의 사망자가 발생했다. 윈난 무슬림 대의를 따르던 많은 추종자들이 제국 만주족에 의해 박해를 받았다. 윈난 무슬림에 대한 대규모 학살이 뒤따랐다. 많은 이들이 가족과 함께 버마 국경을 넘어 와 주로 피신했고, 그곳에서 1875년경에 순전히 후이족 마을인 팡룽을 세웠다.
판타이 반란이 붕괴된 후 약 10년에서 15년 동안, 윈난성의 후이족 소수민족은 승리한 청나라에 의해 특히 버마와 인접한 서부 변경 지역에서 광범위하게 차별받았다. 이 기간 동안 버마 국경을 넘어 피난 온 후이족들은 점차적으로 상인, 캐러밴꾼, 광부, 식당 주인, 그리고 (법을 어기거나 어쩔 수 없이 살아야 했던 이들은) 밀수꾼과 용병으로서 그들의 전통적인 직업에 정착했으며, 버마에서는 판타이로 알려지게 되었다.
판타이 반란이 붕괴된 지 적어도 15년 후, 버마의 원래 판타이 정착촌에는 샨족과 다른 산악 민족의 수가 늘어났다.
팡룽, 영국령 버마에 위치한 중국 무슬림 마을은 일본 침략자들에 의해 일본의 버마 침공 때 완전히 파괴되었다. 후이족 무슬림 마광구이는 1942년 일본의 팡룽 침공에 맞서 싸우기 위해 중화민국의 중국국민당 정부가 파견한 수(Su)가 설립한 후이 팡룽 자위대의 지도자가 되었다. 일본군은 팡룽을 파괴하고 불태웠으며 200여 가구의 후이족을 난민으로 몰아냈다. 윈난과 코캉은 일본군에게 쫓겨난 팡룽의 후이족 난민들을 받아들였다. 마광구이의 조카 중 한 명은 마광화의 아들인 마예예였는데, 그는 일본군의 공격을 포함한 팡룽의 역사를 이야기했다. 팡룽의 후이족에 대한 일본군의 공격에 대한 기록은 1998년 팡룽 출신의 후이족이 "팡룽 소책자"라는 이름으로 작성하여 출판했다. 버마에서의 일본군의 공격으로 인해 후이족 무씨 가족은 팡룽으로 피난을 갔지만, 일본군이 팡룽을 공격했을 때 다시 팡룽에서 윈난으로 쫓겨났다.

### 무슬림에게 미친 영향
틀:이슬람과 중국
청나라는 항복한 무슬림들을 학살하지 않았다. 사실, 항복하고 반란 무슬림들을 진압하는 청나라 캠페인에 합류한 무슬림 장군 마루룽은 승진했고, 윈난에서 청나라에 봉사하는 군 장교들 중 가장 강력했다.
청나라 군대는 전쟁 후 무슬림 인구 밀도가 높았던 윈난 북동부 자오통현처럼 반란을 일으키지 않은 무슬림들을 내버려 두었다.
반란에 맞선 청나라 군대에서 무슬림을 활용한 것은 양증신에 의해 언급되었다.

세 번째 이유는 광서 연간 초기에 투르키스탄 무슬림들이 반란을 일으킬 때, 총독 류진탕이 관문을 넘어 이끌었던 '정예 5사단'은 모두 둥간 군대(중국어: 回队 Huí duì[*])였다는 점이다. 당시 최위, 화다차이와 같은 둥간 군 지휘관들은 항복한 후 재배치된 병력들이었다. 이들은 의심할 여지 없이 큰 공을 세운 졸개들이다. 천슈잉이 윈난에서 군무를 책임졌을 때, 그가 사용했던 무슬림 군대와 장군들 중에는 많은 반군이 포함되어 있었고, 그들 덕분에 윈난의 무슬림 반란은 진압되었다. 이들은 무슬림 봉기가 여전히 진행 중일 때에도 무슬림 군대가 효과적으로 사용될 수 있음을 보여주는 사례이다. 더욱이, 공화국 수립 이후로 둥간족은 신뢰할 수 없다는 것을 시사하는 어떠한 잘못된 행동의 징후도 보이지 않았다.

### 버마에 미친 영향
이 반란은 꼰바웅 왕조에 상당한 부정적인 영향을 미쳤다. 제1차 영국-미얀마 전쟁 이후 하버마를 영국에 할양하면서 버마는 광대한 쌀 재배지에 대한 접근권을 잃었다. 중국을 화나게 하고 싶지 않았던 버마 왕국은 중국의 요구에 따라 핑난 왕국 반군과의 무역을 거부하기로 합의했다. 중국에서 쌀을 수입할 수 없게 되면서 버마는 인도에서 쌀을 수입할 수밖에 없었다. 게다가 버마 경제는 면섬유 수출에 크게 의존하고 있었는데, 갑자기 거대한 중국 시장에 대한 접근권을 잃었다. 살아남은 많은 후이족 난민들은 국경을 넘어 이웃 국가인 버마, 태국, 라오스로 탈출하여 이들 국가에서 소수 중국 후이족 인구의 기반을 형성했다.

## 같이 보기
- 제3차 페스트 범유행
- 판타이
- 중국의 이슬람
- 청나라의 이슬람
- 중국의 이슬람혐오
- 마더신, 반란 당시 윈난의 저명한 무슬림 학자
- 태평천국의 난
- 염군의 난
- 먀오족 반란 (1854년~1873년)
- 청-네팔 전쟁
- 둥간 혁명 (1862년~1877년)
- 본티-하카 씨족 전쟁

## 참고 자료
- Atwill, David G. (2005), 《The Chinese Sultanate: Islam, Ethnicity and the Panthay Rebellion in Southwest China, 1856-1873》, Stanford University Press, ISBN 0-8047-5159-5
- Chang, Wen-Chin (2015년 1월 16일). 《Beyond Borders: Stories of Yunnanese Chinese Migrants of Burma》. Cornell University Press. ISBN 978-0-8014-5450-9.
- Chesneaux, Jean; Bastid, Marianne; Bergère, Marie-Claire (1976). 《China from the opium wars to the 1911 revolution》. Pantheon Books. ISBN 0-394-49213-7.
- Davenport Northrop, Henry (1894), “The flowery kingdom and the land of the Mikado, or, China, Japan and Corea”, 《Making of America Project》 (London, CA-ON: J.H.Moore Co. Inc.), 2010년 6월 28일에 확인함
- Dillon, Michael (1999년 7월 26일), 《China's Muslim Hui Community: Migration, Settlement and Sects》, Richmond, UK: Routledge / Curzon Press, ISBN 0-7007-1026-4, 2010년 6월 28일에 확인함
- Fairbank, John King (1980). 《The Cambridge History of China: Late Chʻing, 1800-1911, pt. 2》. Cambridge University Press. ISBN 978-0-521-22029-3.
- Fitzgerald, Charles Patrick (1996), 《Southern Expansion of the Chinese People: Southern Fields and Southern Ocean》, Thailand: White Lotus Co., ISBN 974-8495-81-7
- Forbes, Andrew; Henley, David (2011). Traders of the Golden Triangle. Chiang Mai: Cognoscenti Books. ASIN: B006GMID5K
- Fytche, Albert (1878), 《Burma past and present》, LONDON: C. K. Paul & co., 2010년 6월 28일에 확인함9=(Original from Harvard University)
- de Kavanagh Boulger, Demetrius Charles (1893), 《A Short History of China: Being an Account for the General Reader of an Ancient Empire and People》, W. H. Allen & co., 2010년 6월 28일에 확인함
- de Kavanagh Boulger, Demetrius Charles (1898), 《The History of China》 2, W. Thacker & co., 2010년 6월 28일에 확인함
- Myint-U, Thant (2007). 《The River of Lost Footsteps: Histories of Burma》. Macmillan. ISBN 978-0374707903. 2014년 4월 24일에 확인함.
- Scott, J. George (1900), 〈i〉, 《GUBSS 1》, Rangoon Government Printing
- Thant, Myint-U (2001), 《The Making of Modern Burma》, Cambridge University Press, ISBN 978-0-521-78021-6
- Thaung, Dr (1961), “Panthay Interlude in Yunnan: A Study in Vicissitudes Through the Burmese Kaleidoscope”, 《JBRS Fifth Anniversary Publications No. 1》 (Rangoon Sarpy Beikman)
- Yule, Col. Henry; Burnell, A.C. (1968) [1886 (1st ed. Murray, London)], 《Hobson-Jobson: A Glossary of Colloquial Anglo-Indian Words and Phrases, and of Kindred Terms, Etymological, Historical, Geographical And Discursive》, Munshiran Manoharlal (reprint)

에세이, 연구
- Garnaut, Anthony (2008), 《From Yunnan to Xinjiang:Governor Yang Zengxin and his Dungan Generals》 (PDF), Etudes orientales N°25, 2012년 3월 9일에 원본 문서 (PDF)에서 보존된 문서, 2010년 7월 14일에 확인함

논문 (학술지, 잡지 등)
- “Contemporary Review”, 《Religious toleration in China》 86, 1904년 7월
- Holmes Agnew, John; Hilliard Bidwell, Walter (1900), 《Eclectic Magazine》, Leavitt, Throw and Co., 2010년 6월 28일에 확인함
- Littell, Eliakim; Littell, Robert S. (1900년 9월 22일), “The Living Age”, 《Making of America Project》 (The Living Age Co. Inc.) 225 (2933), 2010년 6월 28일에 확인함
- 王钟翰 (2010), 《中国民族史》 [한족 민족사], GWculture.net, 2011년 5월 26일에 원본 문서에서 보존된 문서, 2010년 6월 28일에 확인함 (중국어 (중국)) -->